# هری کین
هری اِدوارد کِین (انگلیسی: Harry Edward Kane؛ زاده ۲۸ ژوئیهٔ ۱۹۹۳) بازیکن فوتبال اهل انگلستان است که به عنوان مهاجم برای باشگاه بایرن مونیخ در بوندس‌لیگا بازی می‌کند و کاپیتان تیم ملی انگلستان است. او بهترین گلزن تاریخ تیم ملی انگلستان و باشگاه فوتبال تاتنهام هاتسپر است و همچنین دومین گلزن برتر تاریخ لیگ برتر به‌شمار می‌آید. کین بیش از ۳۵۰ گل برای باشگاه و کشورش به ثمر رسانده است.
هری کین هر چقدر در کسب جوایز فردی موفق بوده تا زمانیکه به بایرمونیخ بپیوندد در هیچ تیمی موفق به کسب جام نشد. در اولین فصل حضور در بایرن مونیخ هم باز دستش از جام کوتاه ماند اما در گلزنی موفق بود. هری کین تاکنون در دو فصل پیاپی ۲۰۱۵–۲۰۱۶ و ۲۰۱۶–۲۰۱۷ و همچنین ۲۰۲۰–۲۰۲۱ توانسته با درخشش با پیراهن تاتنهام سه‌بار آقای گل لیگ برتر فوتبال انگلستان شود و همچنین در فصل ۲۰۱۶–۲۰۱۷ با پیراهن تاتنهام نایب قهرمانی لیگ برتر را نیز تجربه کرده است. وی در سال ۲۰۱۷ با ۵۶ گل، بهترین گلزن این سال لقب گرفت. او برای اولین بار در سال ۲۰۱۵ به تیم ملی انگلیس دعوت شد و در مسابقات یورو ۲۰۱۶ نیز به همراه تیم حضور داشت. او در سال ۲۰۱۷ پس از خداحافظی وین رونی از تیم ملی فوتبال انگلستان، به کاپیتانی این تیم ملی برگزیده شد و هم‌اکنون نیز می‌باشد. همچنین او در سال ۲۰۱۷–۲۰۱۸ کفش برنز را پس از لیونل مسی (کفش طلا) و محمد صلاح (نقره‌ای) با زدن ۳۰ گل تصاحب کرد. او همچنین بهترین بازیکن سال ۲۰۱۷ کشور انگلیس شد. کین ۴۷ گل در مجموع رقابت‌ها در فصل ۲۰۱۷–۲۰۱۸ به ثمر رساند که ۱۵ تای آن را با پای چپ و ۱۶ تای آن را با پای راست و ۹ تای آن را با سر زد. او همچنین در جام جهانی ۲۰۱۸ آقای گل شد. او پس از جف هرست و گری لینکر سومین بازیکن تاریخ انگلستان است که در جام‌جهانی هتریک کرده است.

## طلسم قهرمانی
هری کین با توجه به سطح بالای بازی یکی از بدشانس ترین بازیکنان تاریخ فوتبال است. وی که‌ در  گلزنی صاحب رکوردهای بی نظیری می‌باشد در کسب قهرمانی همیشه ناکام می‌ماند.  در تاتنهام تا دیدار نهایی لیگ قهرمانان اروپا ۱۹–۲۰۱۸ رسید اما به نایب قهرمانی بسنده کرد.. دو دوره با تیم ملی فوتبال انگلیس به فینال جام ملت‌های اروپا ۲۰۲۰ و ۲۰۲۴ راه یافت اما دستش به جام نرسید.هری کین فصل  ۲۴–۲۰۲۳ راهی  بایرن‌مونیخ شد تا به اولین جام زندگی ورزشی خود دست یابد. او نیازی نداشت تا با فضای تیم جدید خود آشنا بشود و مانند قبل در گلزنی عالی ظاهر شد غافل از اینکه شرایط برای او فرقی نخواهد کرد. بایرن مونیخ  که در یک دهه‌ی قبل  ۱۰ قهرمانی پیاپی در بوندسلیگا و در مجموع ۲۵ قهرمانی در رقابت‌های داخلی و خارجی از جمله کسب شش‌گانه نائل آمده بود با ورود هری کین یکی از بدترین فصول خود را تجربه کرد و تاتنهام آلمان لقب گرفت. درحالیکه هری کین پیاپی گلزنی میکرد بایرن مونیخ سوپر جام آلمان را  به لایپزیش ، بوندسلیگا را  به بایر لورکوزن و لیگ قهرمانان را به رئال مادرید واگذار کرد و در هیچ رقابتی موفق به کسب جام نشد. این ماجرا باعث شد هواداران بایرن او را عامل این اتفاق بدانند و  خواستار انتقال هری کین به تیم دیگری شوند. در فصل ۲۵-۲۰۲۴  ناکامی بایرن ادامه پیدا کرد . این تیم در مرحله یک هشتم  جام حذفی به بایر لورکوزن باخت و در لیگ قهرمانان اروپا هم از اینترمیلان شکست خورد و حذف شد. اما بالاخره  در بوندسلیگا شرایط بایرن با گلهای هری کین متفاوت شد .  بایر مونیخ در صدر جدول  پیش رفت و دیگر شکی نبود که هری کین جام خواهد گرفت.  هفته سی و یکم  بایرن تا دقیقه ۹۴ برنده بود ولی قبل از آنکه داور سوت پایان را بزند و هر کین به اولین جام دست یابد در میان ناباوری گل مساوی را دریافت کرد. نکته‌ی جالب آنجا بود که  کارگردان تلویزیونی  بر روی چهره‌ی هر کین زوم کرده بود. روز بعد بایر لورکوزن تیم دوم جدول از فرصت پیش آمده استفاده نکرد و مقابل حریف خود متوقف شد تا سرانجام هری کین  با بایرن مونیخ قهرمان بوندسلیگا شد و در سن ۳۱ سالگی به  طلسم  ناکامی در کسب قهرمانی پایان داد.

## مشخصات بازیکن
- - کودکی و شروع در آکادمی تاتنهام

الکس ایگلثورپ، مربی سابق جوانان هری کین، دربارهٔ او گفته است:
«وقتی کین به تیم زیر ۱۸ سال آمد، به عنوان یک نوجوان ۱۵ ساله، خیلی به چشم می‌آمد. او کمی دست و پا چلفتی به نظر می‌رسید و حرکاتش کمی ناموزون بود. اما اگر دقیق‌تر نگاه می‌کردید، توانایی‌های زیادی داشت و تکنیک بسیار خوبی داشت. فکر می‌کنم خیلی‌ها از این که او چقدر خوب بود تعجب کردند. از نظر تاکتیکی هم انعطاف‌پذیر بود و گاهی اوقات در هافبک بازی می‌کرد. یادم می‌آید یک بار او را به عنوان هافبک دفاعی دیدم.»
- - چالش‌های اولیه و پیشرفت در تاتنهام

در دوران نوجوانی، کین ابتدا در آکادمی تاتنهام با مشکلاتی مواجه بود. از آنجا که تاریخ تولد او در ماه ژوئیه قرار داشت، او از نظر فیزیکی مانند سایر بازیکنان هم‌سن خود رشد نکرده بود و سرعت کمتری داشت. با این حال، او توانست با تکنیک و انگیزه‌اش برای بهبود خود، احترام مربیان را جلب کند.
- - تحلیل‌های اولیه از سبک بازی کین

در فوریه ۲۰۱۳، *Talksport* دربارهٔ کین نوشت که او بهترین عملکرد را به عنوان یک مهاجم دوم دارد، هرچند که توانایی بازی در پست مهاجم نوک یا حتی در پست‌های کناری را هم دارد. در این تحلیل آمده بود که کین تمایل دارد شوت‌های خود را دقیقاً در گوشه‌های دروازه بزند، هرچند که توانایی شوت زدن از فواصل دور را نیز دارد. گزارش همچنین اشاره کرده بود که کین سرعت خوبی دارد، اما در ضربات هوایی ضعیف است و نتوانسته بود در مدت زمان حضور قرضی‌اش در نوریچ گل بزند.
- - ظهور در تیم اصلی تاتنهام

در ابتدا، کین به عنوان یک بازیکن جانشین برای روبرتو سولدادو، مهاجم اسپانیایی ۲۶ میلیون پوندی، به‌طور مرتب قرضی به تیم‌های دیگر فرستاده می‌شد. اما با گذشت زمان و تحت هدایت مائوریتسیو پوچتینو، کین به مهاجم اصلی تاتنهام تبدیل شد. کین گفته است که بازی‌اش تحت تأثیر تمرینات سخت‌گیرانه‌ای که توسط پوچتینو اعمال شده بود، بهبود یافته است. او همچنین به منظور رسیدن به حداکثر پتانسیل خود، با تغییراتی در تمرینات، آمادگی‌ها و تغذیه‌اش، سعی در دستیابی به بهبودهای کوچک و قابل توجه دارد.
- - کودکی و شروع در آکادمی تاتنهام

الکس ایگلثورپ، مربی سابق جوانان هری کین، دربارهٔ او گفته است:
«وقتی کین به تیم زیر ۱۸ سال آمد، به عنوان یک نوجوان ۱۵ ساله، خیلی به چشم می‌آمد. او کمی دست و پا چلفتی به نظر می‌رسید و حرکاتش کمی ناموزون بود. اما اگر دقیق‌تر نگاه می‌کردید، توانایی‌های زیادی داشت و تکنیک بسیار خوبی داشت. فکر می‌کنم خیلی‌ها از این که او چقدر خوب بود تعجب کردند. از نظر تاکتیکی هم انعطاف‌پذیر بود و گاهی اوقات در هافبک بازی می‌کرد. یادم می‌آید یک بار او را به عنوان هافبک دفاعی دیدم.»
- - چالش‌های اولیه و پیشرفت در تاتنهام

در دوران نوجوانی، کین ابتدا در آکادمی تاتنهام با مشکلاتی مواجه بود. از آنجا که تاریخ تولد او در ماه ژوئیه قرار داشت، او از نظر فیزیکی مانند سایر بازیکنان هم‌سن خود رشد نکرده بود و سرعت کمتری داشت. با این حال، او توانست با تکنیک و انگیزه‌اش برای بهبود خود، احترام مربیان را جلب کند.
- - تحلیل‌های اولیه از سبک بازی کین

در فوریه ۲۰۱۳، *Talksport* دربارهٔ کین نوشت که او بهترین عملکرد را به عنوان یک مهاجم دوم دارد، هرچند که توانایی بازی در پست مهاجم نوک یا حتی در پست‌های کناری را هم دارد. در این تحلیل آمده بود که کین تمایل دارد شوت‌های خود را دقیقاً در گوشه‌های دروازه بزند، هرچند که توانایی شوت زدن از فواصل دور را نیز دارد. گزارش همچنین اشاره کرده بود که کین سرعت خوبی دارد، اما در ضربات هوایی ضعیف است و نتوانسته بود در مدت زمان حضور قرضی‌اش در نوریچ گل بزند.
- - ظهور در تیم اصلی تاتنهام

در ابتدا، کین به عنوان یک بازیکن جانشین برای روبرتو سولدادو، مهاجم اسپانیایی ۲۶ میلیون پوندی، به‌طور مرتب قرضی به تیم‌های دیگر فرستاده می‌شد. اما با گذشت زمان و تحت هدایت مائوریتسیو پوچتینو، کین به مهاجم اصلی تاتنهام تبدیل شد. کین گفته است که بازی‌اش تحت تأثیر تمرینات سخت‌گیرانه‌ای که توسط پوچتینو اعمال شده بود، بهبود یافته است. او همچنین به منظور رسیدن به حداکثر پتانسیل خود، با تغییراتی در تمرینات، آمادگی‌ها و تغذیه‌اش، سعی در دستیابی به بهبودهای کوچک و قابل توجه دارد.

## افتخارات
تاتنهام هاتسپر
- نایب قهرمانی جام اتحادیه انگلستان (۲): ۱۵–۲۰۱۴ و ۲۱–۲۰۲۰
- نایب قهرمانی لیگ قهرمانان اروپا (۱): ۱۹–۲۰۱۸

 بایرن مونیخ
- قهرمان بوندس لیگا ۲۵-۲۰۲۴

نایب قهرمان بوندس‌لیگا ۲۴–۲۰۲۳

### تیم ملی انگلستان
- نایب قهرمانی جام ملت‌های اروپا (یورو) (۱): ۲۰۲۰
- مقام سوم در لیگ ملت‌های اروپا (۱): ۱۹–۲۰۱۸

### فردی
- بازیکن جوان سال میلوال (۱): ۱۲–۲۰۱۱
- بازیکن ماه لیگ برتر انگلستان (۷): ژانویه ۲۰۱۵، فوریه ۲۰۱۵، مارس ۲۰۱۶، فوریه ۲۰۱۷، سپتامبر ۲۰۱۷، دسامبر ۲۰۱۷ و مارس ۲۰۲۲
- کفش طلای اروپا (۱): ۲۴-۲۰۲۳
- آقای گل بوندس‌لیگا (۲): ۲۰۲۳-۲۴، ۲۰۲۴-۲۵

## دوران باشگاهی

### تاتنهام هاتسپر

#### ۲۰۰۴–۲۰۱۰
هری کین در ابتدا در یک باشگاه کوچک و محلی به نام «ریدجی رورز» بازی کرد، و در سن هشت سالگی به آکادمی فوتبال باشگاه آرسنال پیوست؛ ولی پس از یک سال از آکادمی اخراج شد. مربی آکادمی آرسنال دلیل اخراج او را اضافه وزن و کم‌تحرکی عنوان کرد، بعدها آرسن ونگر از این اتفاق اظهار تاسف کرد. هری کین سپس یک آزمون استعداد یابی نیز در تاتنهام هاتسپرز پشت سر گذاشت، اما موفقیت چشمگیری کسب نکرد و به ریدجی رورز برگشت. در سال ۲۰۰۴ در ۹ سالگی، هری در آزمون استعداد یابی ۴ تا ۶ هفته ایی واتفورد شرکت کرد، و پس از انجام یک بازی قابل توجه مقابل تاتنهام، نظر مسئولین این باشگاه را به خود جلب کرد. در فصل ۲۰۱۰–۲۰۰۹ هری کین در ۲۲ بازی برای تیم زیر ۱۸ ساله‌های تاتنهام به میدان رفت و ۱۸ گل نیز به ثمر رساند. همچنین کین در این فصل دو بار به ترکیب ۱۸ نفره تیم اصلی راه پیدا کرد و روی نیمکت نشست. او اولین قرارداد حرفه ایش را با باشگاه در ژوئیه ۲۰۱۰ امضا کرد.

#### ۲۰۱۰–۲۰۱۱
در ۷ ژانویه ۲۰۱۱، هری کین تا پایان فصل به تیم «لیتون اورینت» قرض داده شد. او اولین بازی خود را برای تیم جدیدش به عنوان بازیکن تعویضی انجام داد که با تساوی ۱–۱ خاتمه یافت. یک هفته بعد، هری کین اولین گلش را برای لیتون در مقابل «شفیلد ونزدی» ثبت کرد، آن مسابقه در نهایت با نتیجه ۰–۴ به نفع هری کین و یارانش به پایان رسید. در پایان فصل کین موفق به ثبت آمار ۵ گل در ۱۸ بازی شد.

#### ۲۰۱۱–۲۰۱۲
هری کین در ابتدای فصل ۶ بازی در لیگ اروپا برای تاتنهام انجام داد که اولین گلش برای تاتنهام در پیروزی مقتدرانه ۴ بر ۰ دور از خانه در مقابل «شمراک راورز» به ثمر رسید. در ۲۹ دسامبر ۲۰۱۱، هری کین به همراه هم تیمی اش رایان میسون به صورت قرضی به باشگاه میلوال در چمپیونشیپ فرستاده شدند. کین موفق شد در ۱۴ بازی پایانی فصل، ۷ گل برای میلیوال بزند. کین در مجموع، ۹ گل در ۲۷ بازی به ثمر رساند که باعث شد به عنوان بهترین بازیکن جوان فصل میلیوال انتخاب شود، کین در آن فصل در کمک به میلیوال برای سقوط نکردن از چمپیونشیپ، نقش پررنگی را ایفا کرد.

#### ۲۰۱۲–۲۰۱۳
کین پیش فصل خود را با تاتنهام سپری کرد و اولین بازی اش در لیگ برتر انگلیس را برابر نیوکاسل یونایتد در ۱۸ اوت انجام داد، ولی طولی نکشید که در ۳۱ اوت مجدداً به صورت قرضی به نوریچ سیتی قرض داده شد؛ ولی در همان بازی اولش برای نورویچ، با بدشانسی دچار شکستگی استخوان متاتارس شد. هری کین ۱۹ ساله، دوران ریکاوری اش را در تاتنهام پشت سر گذاشت، ولی در ۲۹ دسامبر، مجدداً برای نورویچ مقابل منچسترسیتی به میدان رفت که آن بازی با پیروزی ۴ بر ۳ برای سیتیزن‌ها پایان یافت.
تاتنهام به علت ناتوانی در جذب مهاجم ذخیره، در یک فوریه ۲۰۱۳، یعنی ۴ ماه پیش از موعد مقرر، هری کین را به تیم اصلی بازخواند.
۲۰ روز پس از بازگشت به «اسپرز» –اسپرز نام اختصاصی و دیگر باشگاه تاتنهام هاتسپر است– کین برای مابقی فصل، به لسترسیتی قرض داده شد، تا به آن‌ها برای راه‌یابی مستقیم به لیگ جزیره کمک کند. در پیروزی ۳ بر ۰ خانگی برابر باشگاه بلکبرن روورز، وی اولین بازی و اولین گلش را برای لستر به ثمر رساند. هری تا پایان فصل، در ۱۳ بازی برای لستر به میدان رفت که ۸ تا از آن‌ها به عنوان بازیکن تعویضی بود. لستر در آن فصل به پلی اف چمپیونشیپ رسید اما با شکست از واتفورد از صعود به لیگ جزیره بازماند.

#### ۲۰۱۳–۲۰۱۴
هری کین اولین گلش را برای تاتنهام در وایت هارث لین، در جام اتحادیه انگلیس در مصاف با هال سیتی به ثمر رساند، آن دیدار در نهایت در ضربات پنالتی با نتیجه ۷–۸ به سود اسپرز خاتمه یافت.
در ۷ آوریل ۲۰۱۴، هری برای نخستین بار در بازی مقابل ساندرلند به عنوان یار ثابت برای تاتنهام به میدان رفت، او موفق شد یکی از پنج گل تاتنهام را در برد قاطع ۵ بر ۱ مقابل ساندرلند به ثمر برساند. او همچین در کامبک فوق‌العاده تاتنهام مقابل وست برومویچ آلبیون، یک گل دیگر نیز به نام خود ثبت کرد. او در سومین بازی متوالی نیز، برای اسپرز در برتری ۳ بر ۱ مقابل تیم همشهری، فولام، گلزنی کرد.

#### ۲۰۱۴–۲۰۱۵

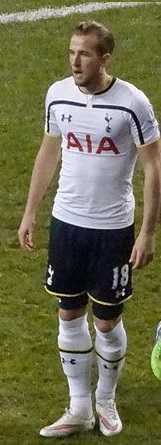
۲۰۱۵

کین در اولین بازی فصلش به عنوان یار تعویضی در مصاف با وستهام یونایتد به میدان رفت، و در دقایق واپسین بازی با پاس گل طلایی خود، اریک دایر را صاحب فرصت کرد تا او گل پیروزی بخش تاتنهام را به ثمر برساند. در ۲۳ اکتبر ۲۰۱۴، کین اولین هتریکش را در بازی‌های رسمی مقابل تیم گمنام «آستراس تریپول» در دور گروهی لیگ اروپا ثبت کرد. نکته جالب این مسابقه این بود که کین شد در دقایق آخر این بازی، پس از اخراج هوگو لوریس و عدم وجود گزینه تعویض، به عنوان دروازه‌بان بازی کرد و در همان دقایق اندک یک گل دریافت کرد.
در ۲ نوامبر ۲۰۱۴، هری در نیمه دوم مقابل استون ویلا به میدان رفت، و موفق شد در دقایق اضافی آن دیدار، گل پیروزی بخش و تعیین‌کننده را برای تاتنهام و مائوریسیو پوچتینو به ثمر برساند. یک هفته بعد، کین برای اولین بار در ترکیب اصلی تاتنهام در لیگ جزیره به میدان رفت، اما توفیقی نداشت و به همراه تیمش، ۲ بر ۱ مغلوب استوک سیتی شد. او مجدداً در مقابل هال سیتی، از ابتدا به میدان رفت و موفق شد گل تساوی بخش تاتنهام را در جریان پیروزی ۲ بر ۱ مقابل هال سیتی، به ثمر برساند. در بازه زمانی ۱۴ تا ۲۶ دسامبر، هری کین در سه پیروزی متوالی اسپرز که هر سه نیز با نتیجه ۲ بر ۱ بود، موفق به گلزنی شد. در ۱ ژانویه ۲۰۱۵، هری کین در برابر رقیب همشهری چلسی (که در آن زمان صدرنشین لیگ بود) دو بار دروازه را گشود و یک پنالتی نیز برای تیمش گرفت، همچین در ۳۰ ژانویه دو گل برابر وست برومویچ ثبت کرد. کین در نیمه نهایی جام اتحادیه، پاس گل حساسی را برای کریستین اریکسن ارسال کرد. هری و تیمش در پایان آن دیدار به فینال این جام راه یافتند. عملکرد درخشان او باعث شد او عنوان بهترین بازیکن ماه ژانویه لیگ برتر را تصاحب کند.
در ۲ فوریه ۲۰۱۵، کین قراردادی جدید به مدت پنج و نیم سال با تاتنهام به ثبت رساند. پنج روز بعد، هری کین هر دو گل تیمش را در پیروزی ۲ بر ۱ خانگی مقابل رقیب سنتی و دیرینه، آرسنال به ثمر رساند. بعد از گلزنی مقابل آرسنال، لیورپول، و وست هم یونایتد، کین برای دومین ماه پیاپی، بازیکن ماه لیگ برتر لقب گرفت. پیش از این تنها سه بازیکن موفق به کسب جایزه مذکور در دو ماه متوالی شده بودند. او و تاتنهام در یک مارس، در فینال جام اتحادیه، مغلوب چلسی آماده تحت رهبری ژوزه مورینیو شدند، و از رسیدن به جام بازماندند. کین پس از بازی از این شکست به عنوان «بدترین حس در دنیا» یاد کرد. ۲۰ روز بعد، هری کین اولین هتریک لیگ برتری اش را در پیروزی ۴ بر ۳ مقابل لستر سیتی ثبت کرد، و با ۱۹ گل بالاتر از دیگو کوستا، در صدر گلزنان لیگ برتر قرار گرفت.
در ۵ آوریل، هری کین برای نخستین بار، در عین جوانی، بازوبند کاپیتانی اسپرز را به بازو بست. دو هفته بعد، او سی امین گل فصلش (در تمامی رقابت‌ها) را در برد ۳ بر ۱ مقابل نیوکاسل در سنت جیمز پارک به ثمر رساند. آخرین بازیکنی که در تاتنهام ۳۰ گل در یک فصل زده بود، گری لینکر در فصل ۱۹۹۲–۱۹۹۱ بود. مدتی بعد، هری کین عنوان «بهترین بازیکن جوان لیگ برتر» را به دست آورد. در ۲۴ می ۲۰۱۵، هری کین در بازی پایانی تاتنهام در لیگ، روی سانتر اریک دایر، تک گل تیمش را زد و رتبه پنجمی اسپرز را تثبیت کرد. تاتنهام با این رتبه به‌طور مستقیم به لیگ اروپا راه پیدا کرد. در پایان فصل، هری کین اذعان داشت که او تنها در یک فصل به دستاوردهای بیشتر از آنچه در کل دوران حرفه ایش انتظار داشت، دست یافته است.

#### ۲۰۱۵–۲۰۱۶

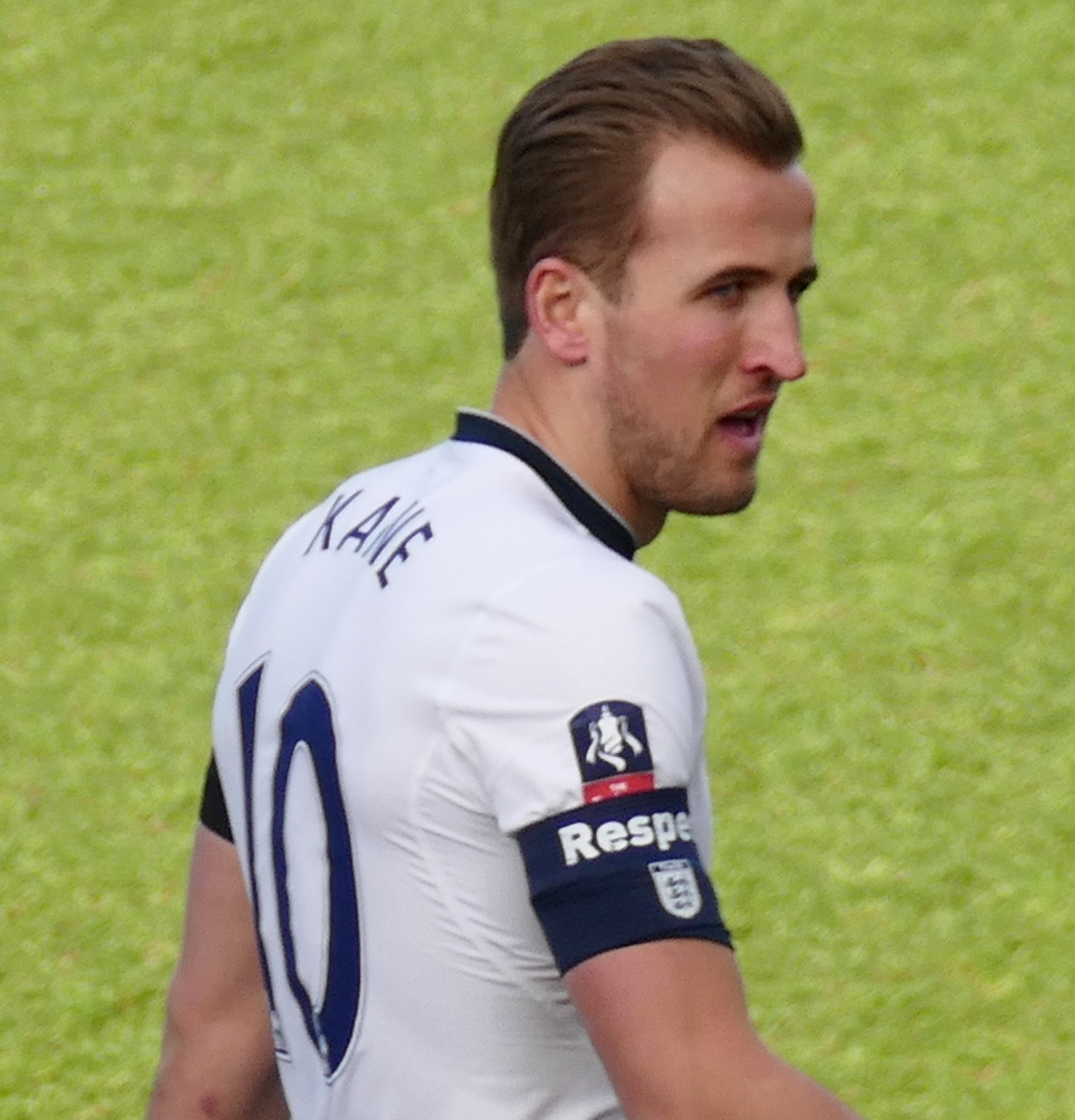
۲۰۱۶

هری کین در این فصل پیراهن شماره ۱۰ را بر تن کرد که پیش از این بر تن امانوئل آدبایور بود. در یک مصاحبه با دیلی تلگراف، او اذعان کرد که شماره اش را عوض کرده است تا به یک اسطوره در تاریخ باشگاه تبدیل شود. عملکرد بی نظیر او در فصل پیش، باعث شد تا آدبایور و روبرتو سولدادو، دیگر مهاجم نوک اسپرز، در لیست فروش باشگاه قرار گیرند، همچنین او به عنوان کاپیتان سوم تیم پس از هوگو لوریس و یان فرتونگن انتخاب شد. پس از ۷۴۸ دقیقه ناکامی در گلزنی که موجب انتقادات بسیاری از سوی کارشناسان شد، بسیاری از آن‌ها حتی هری کین را یک «جرقه یک فصلی» نامیدند. وی اولین گل فصلش را در پیروزی قاطع ۴ بر ۱ مقابل منچستر سیتی به ثمر رساند.
در ۲۵ اکتبر، هری کین موفق به ثبت هتریک در پیروزی ۵ بر ۱ تیمش مقابل بورنموث شد. هشت روز بعد او پنجمین گل فصلش را مقابل استون ویلا در خانه زد. ۸ نوامبر، در دربی لندن مقابل رقیب دیرینه اش (آرسنال)، وی تک گل خودش و تیمش را در تساوی ۱–۱ به ثمر رساند. هجده روز بعد هری کین به آمار شگفت‌انگیز ۹ گل در ۶ بازی دست پیدا کرد. در ۱۹ دسامبر، کین برای ۱۰۰ بار با پیراهن تاتنهام به میدان رفت، وی در آن دیدار یک بار دروازه ساوت همپتون را باز کرد و به آمار ۱۰ گل در ۱۰ بازی رسید. یک هفته بعد، هری این بار مقابل نورویچ سیتی دبل کرد و شمار گل‌هایش در سال ۲۰۱۵ میلادی به ۲۷ رساند، و به این ترتیب رکورد تدی شرینگهام را شکست. در ۱۰ ژانویه ۲۰۱۶، هری ۵۰ اُمین گلش را برای تاتنهام در دور سوم جام حذفی اف ای کاپ مقابل لستر سیتی به ثمر رساند.
هری کین در ماه مارس ۲۰۱۶، با آمار ۵ گل در ۴ بازی، که یکی از آن‌ها مقابل آرسنال بود، برای سومین بار بهترین بازیکن ماه لیگ شد. هری کین بعد از ثبت کردن ۲۲ گل فصل خود مقابل لیورپول در آنفیلد، بالاترین آمار گلزنی در یک فصل را برای تاتنهام ثبت کرد، در حالی که هنوز ۶ بازی تا پایان فصل باقی بود.
کین فصل عالی اش را با آقای گلی در لیگ برتر، با ۲۵ گل، (یک گل بالاتر از سرخیو آگوئرو و جیمی واردی) به پایان رساند. او همچنین برای دومین فصل متوالی، در تیم منتخب فصل لیگ جای گرفت.

#### ۲۰۱۶–۲۰۱۷
در غیاب هوگو لوریس، هری کین در بازی آغازین تاتنهام در مقابل کریستال پالاس، بازوبند کاپیتانی اسپرز را بر بازو بست و با دادن یک پاس گل به ویکتور وانیاما، در پیروزی ۱ بر ۰ تیمش مؤثر بود. او نخستین گل فصلش را در چهارمین بازی تاتنهام مقابل استوک سیتی به ثمر رساند.
در ۱۴ سپتامبر، هری کین نخستین بازی اش را در لیگ قهرمانان اروپا در مقابل موناکو انجام داد، اما نتوانست مانع شکست ۲ بر ۱ تیمش شود. چهار روز بعد، هری گل پیروزی بخش تاتنهام را در مصاف با موناکو به ثمر رساند، اما دقایقی پیش از پایان بازی، با تکل خطرناک یکی از مدافعان ساندرلند دچار پیچ خوردگی مچ پا شد. این مصدومیت باعث شد هری پنج بازی از لیگ برتر و سه بازی از دور گروهی لیگ قهرمانان را از دست بدهد. هری کین در ۶ نوامبر، در دربی لندن مقابل ارسنال به میدان‌ها بازگشت و تک گل تاتنهام را از روی نقطه پنالتی زد تا آن دیدار ۱–۱ مساوی خاتمه یابد. در ۲۲ نوامبر، وی نخستین گلش را در لیگ قهرمانان مقابل موناکو ثبت کرد اما این گل نتوانست مانع از شکست ۲ بر ۱ و متعاقباً حذف تاتنهام از لیگ قهرمانان شود.
در ۱ دسامبر ۲۰۱۷، هری کین قراردادش را با تاتنهام تا سال ۲۰۲۲ تمدید کرد. در ۱ ژانویه ۲۰۱۷، هری کین برای صدمین بار در لیگ برتر به میدان رفت، همچنین او در آن مسابقه اولین گل سال نوی میلادی را در مقابل واتفورد به ثمر رساند. در پیروزی ۴ بر ۰ تاتنهام مقابل وست بروم، هری که به تازگی صاحب فرزند دختری شده بود، ۳ گل به ثمر رساند. در دور پنجم رقابت‌های جام حذفی انگلیس، هری کین یک هتریک دیگر را این بار مقابل فولام ثبت کرد، این پنجمین هتریک وی در کل دوران فوتبالش و دومین در سال ۲۰۱۷ میلادی به‌شمار می‌آمد. در ۲۶ فبریه، هری کین مجدداً و این بار مقابل استوک سیتی هتریک کرد، تا به آمار فوق‌العاده ۳ هتریک در ۹ بازی برسد، همچنین گل اول او در آن دیدار، ۱۰۰ اُمین گل وی در لیگ برتر بود. جای تعجبی نداشت که هری کین با عملکرد فوق‌العاده اش در ماه فبریه، برای چهارمین بار، بهترین بازیکن ماه لیگ برتر انتخاب شد. در مارس ۲۰۱۷، هری کین در جام حذفی انگلیس مقابل میلیوال، مجدداً دچار آسیب دیدگی مچ پا شد. در ۱۵ آوریل، هری کین با ریکاوری از مصدومیت، بیستمین گل فصلش را مقابل بورنموث به ثمر رساند. او بعد از آلن شیرر، تیری آنری و رود فن نیستلروی، چهارمین بازیکن در تاریخ لیگ برتر بود که در سه فصل پیاپی بیست گل یا بیشتر به ثمر می‌رساند.
در ۲۰ آوریل، هری کین برای سومین فصل متوالی در تیم منتخب فصل لیگ قرار گرفت، همچین نام او در بین ۶ نامزد کسب عنوان بازیکن فصل لیگ برتر انگلستان و همچنین بازیکن جوان فصل لیگ برتر انگلستان به چشم می‌خورد. دو روز بعد، هری کین در شکست تلخ ۴ بر ۲ مقابل چلسی در نیمه نهایی جام حذفی موسوم به اف ای کاپ (FA Cup)، یک گل زد. در آخرین بازی تاتنهام در وایت هارت لِین، هری کین گل دوم تاتنهام را در جریان برد ۲ بر ۱ آن‌ها مقابل منچستر یونایتد ثبت کرد. دو بازی مانده به پایان فصل، هری کین با ۲۲ گل، دو گل پایین‌تر از روملو لوکاکو قرار داشت. با به ثمر رساندن هفت گل در این دو بازی، که یک از آن‌ها با نتیجه ۶ بر ۱ مقابل لستر سیتی و دیگری با نتیجه ۷ بر ۱ مقابل هال سیتی به دست آمد، هری کین با ۲۹ گل زده، بالاتر از لوکاکو فصل را با بردن کفش طلا به پایان برد. این دومین آقای گلی پیاپی هری کین بود و او پنجمین بازیکن تاریخ لیگ برتر بود که موفق این کار می‌شد.

#### ۲۰۱۷–۲۰۱۸

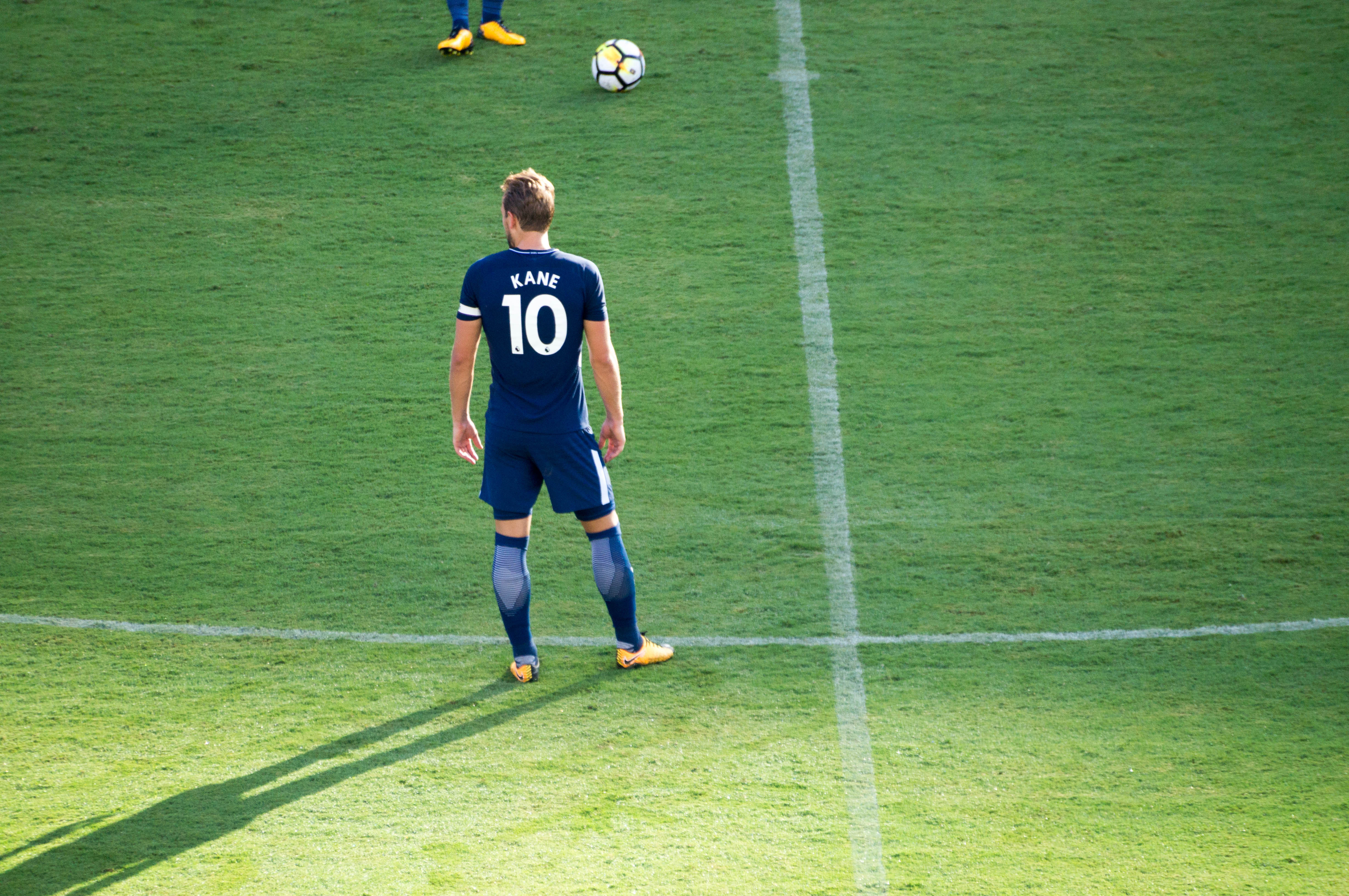
۲۰۱۷

بعد از ناکامی در گلزنی در ۳ بازی نخست تاتنهام، هری کین در سه بازی از چهار بازی بعدی تاتنهام دبل کرد. گل اول او مقابل اورتون در ۹ سپتامبر، صدمین گل او برای تاتنهام در ۱۶۹ بازی اش به‌شمار می‌آمد. در ۲۶ سپتامبر، کین اولین هتریکش را در لیگ قهرمانان مقابل آپوئل نیکوزیا قبرس ثبت کرد. او برای پنجمین بار عنوان بازیکن ماه انگلیس را تصاحب کرد و در مجموع ۱۰ بازی ملی و باشگاهی در ماه سپتامبر، ۱۳ گل به ثمر رساند. هری کین از این ماه به عنوان بهترین ماه دوران فوتبالش یاد کرد. در ۲۳ دسامبر، با هتریک مقابل برنلی، کین با ثبت آمار ۳۶ گل در یک سال میلادی لیگ جزیره، با رکورد آلن شیرر برابری کرد. پس از ثبت یک هتریک دیگر در برد ۵ بر ۲ خانگی مقابل ساوت همپتون، او با عبور از رکورد شیرر، سال ۲۰۱۷ را با رکورد ۳۹ گل در لیگ تمام کرد. او همچنین با ثبت ۶ هتریک، رکورد بیشترین هتریک در یک سال لیگ برتر را از آن خود کرد. همچنین باآمار بی نظیر ۵۶ گل در آن سال، او بالاتر از لیونل مسی و کریستیانو رونالدو بهترین گلزن سال ۲۰۱۷ در اروپا لقب گرفت.
در ژانویه ۲۰۱۸، با زدن ۲ گل مقابل اورتون، هری بهترین گلزن تاریخ تاتنهام در لیگ برتر شد، پیش از او تدی شرینگهام با ۹۷ گل صاحب این عنوان بود. در ۴ فبریه، هری کین با گل کردن پنالتی دیر هنگام تاتنهام در مقابل لیورپول به ۱۰۰اُمین گل لیگ برتریش دست یافت. کین تنها به ۱۴۱ بازی برای ۱۰۰ گله شدن نیاز داشت و تنها آلن شیرر بود که با ۱۲۴ بازی و ۱۰۰ گل، میانگین بهتری از او داشت. مطابق انتظار او برای چهارمین فصل متوالی در تیم منتخب فصل جزیره قرار گرفت. در ۸ ژوئن، کین قرارداد جدیدی با اسپرز امضا کرد که او را تا سال ۲۰۲۴ در تاتنهام نگه می‌داشت.

#### ۲۰۱۸–۲۰۱۹
کین بازی بدون گلی را برابر نیوکاسل سپری کرد، اما یک هفته بعد با گلزنی مقابل فولهام، او طلسم گل نزدنش را در ماه اوت شکست. او همچنین برای نخستین بار در ورزشگاه الدترافورد، در جریان برد ۰–۳ مقابل منچستر یونایتد موفق به گلزنی شد. با گلزنی مقابل کاردیف سیتی در ۱ ژانویه ۲۰۱۹، او نخستین بازیکن لیگ انگلیس شد که در مقابل تمام تیم‌های لیگ برتری موفق به گلزنی می‌شود. در ۱۳ ژانویه، هری کین در جریان بازی مقابل منچستر یونایتد دچار مصدومیت از ناحیه رباط مچ پا شد. با این که تشخیص پزشکان تاتنهام دو ماه دوری او از میدان‌ها بود، اما او توانست زودتر از موعد در ۲۳ فوریه مقابل برنلی در ترکیب فیکس قرار بگیرد، او یک بار موفق به گلزنی شد اما نتوانست مانع باخت ۲ بر ۱ تیمش شود. کین تک گل تیمش را در تساوی مقابل بروسیا دورتموند به ثمر رساند تا تاتنهام در مجموع با نتیجه ۴–۰، برای دومین بار راهی یک چهارم نهایی لیگ قهرمانان شود. همچنین این گل هری کین را با ۲۴ گل به بهترین گلزن تاریخ تاتنهام در رقابت‌های اروپایی تبدیل کرد. در جریان بازی رفت یک چهارم نهایی مقابل منچستر سیتی در ۹ آوریل ۲۰۱۹، او دوباره از ناحیه مچ پا دچار مصدومیت شد که فصل را برای او در لیگ برتر انگلستان به پایان رساند، با این حال او برای فینال لیگ قهرمانان در ۱ ژوئن مقابل لیورپول، به ترکیب ثابت تاتنهام بازگشت. هرچند که این تصمیم مائوریسیو پوچتینو بعد از شکست ۲–۰ مقابل لیورپول تصمیمی بحث‌برانگیز شد.

### بایرن مونیخ
پس از اینکه بایرن مونیخ و تاتنهام در ۱۰ اوت ۲۰۲۳ بر سر یک معامله به توافق رسیدند، کین با شرایط شخصی موافقت کرد و روز بعد به مونیخ پرواز کرد. در ۱۲ آگوست ۲۰۲۳، بایرن مونیخ امضای قراردادی چهار ساله با کین را اعلام کرد. کین با هزینهٔ ۱۰۰ میلیون یورو به اضافهٔ ۱۰ میلیون یورو پاداش به گران‌ترین خرید تاریخ بوندس‌لیگا تبدیل شد و از مبلغ ۸۰ میلیون یورویی که بایرن مونیخ برای لوکاس هرناندز در سال ۲۰۱۹ پرداخت کرد، پیشی گرفت. او همچنین پس از اوون هارگریوز و عمر ریچاردز، سومین مرد انگلیسی شد که به باشگاه پیوست.
کین اولین بازی خود را برای بایرن در همان روزی که به بایرن پیوست انجام داد و به عنوان بازیکن تعویضی در دقیقه ۶۴ در شکست ۳–۰ مقابل لایپزیش در سوپر جام آلمان ۲۰۲۳ بازی کرد.

## آمار ملی

### بازی‌های ملی
تا تاریخ ۱۳ آوریل ۲۰۲۵
| انگلستان | انگلستان | انگلستان | انگلستان |
| سال      | بازی     | گل       | پاس گل   |
| -------- | -------- | -------- | -------- |
| ۲۰۱۵     | ۸        | ۳        | ۲        |
| ۲۰۱۶     | ۹        | ۲        | ۰        |
| ۲۰۱۷     | ۶        | ۷        | ۱        |
| ۲۰۱۸     | ۱۲       | ۸        | ۳        |
| ۲۰۱۹     | ۱۰       | ۱۲       | ۵        |
| ۲۰۲۰     | ۶        | ۰        | ۱        |
| ۲۰۲۱     | ۱۶       | ۱۶       | ۲        |
| ۲۰۲۲     | ۱۳       | ۵        | ۳        |
| ۲۰۲۳     | ۹        | ۹        | ۲        |
| مجموع    | ۸۹       | ۶۲       | ۱۹       |

### گل‌های ملی
| شماره | تاریخ           | میزبان         | بازی ملی | حریف       | نتیجه | رقابت                         |
| ----- | --------------- | -------------- | -------- | ---------- | ----- | ----------------------------- |
| ۱     | ۲۷ مارس ۲۰۱۵    | لندن           | ۱        | لیتوانی    | ۴–۰   | مقدماتی جام ملت‌های اروپا ۲۰۱۶ |
| ۲     | ۵ سپتامبر ۲۰۱۵  | سرواله         | ۳        | سان مارینو | ۶–۰   | مقدماتی جام ملت‌های اروپا ۲۰۱۶ |
| ۳     | ۸ سپتامبر ۲۰۱۵  | لندن           | ۴        | سوئیس      | ۲–۰   | مقدماتی جام ملت‌های اروپا ۲۰۱۶ |
| ۴     | ۲۶ مارس ۲۰۱۶    | برلین          | ۹        | آلمان      | ۳–۲   | دوستانه                       |
| ۵     | ۲۲ مه ۲۰۱۶      | منچستر         | ۱۱       | ترکیه      | ۲–۱   | دوستانه                       |
| ۶     | ۱۰ ژوئن ۲۰۱۷    | گلاسکو         | ۱۸       | اسکاتلند   | ۲–۲   | مقدماتی جام جهانی ۲۰۱۸        |
| ۷     | ۱۳ ژوئن ۲۰۱۷    | سن-دنی         | ۱۹       | فرانسه     | ۲–۳   | دوستانه                       |
| ۸     | ۱۳ ژوئن ۲۰۱۷    | سن-دنی         | ۱۹       | فرانسه     | ۲–۳   | دوستانه                       |
| ۹     | ۱ سپتامبر ۲۰۱۷  | تالین          | ۲۰       | مالت       | ۴–۰   | مقدماتی جام جهانی ۲۰۱۸        |
| ۱۰    | ۱ سپتامبر ۲۰۱۷  | تالین          | ۲۰       | مالت       | ۴–۰   | مقدماتی جام جهانی ۲۰۱۸        |
| ۱۱    | ۵ اکتبر ۲۰۱۷    | لندن           | ۲۲       | اسلوونی    | ۱–۰   | مقدماتی جام جهانی ۲۰۱۸        |
| ۱۲    | ۸ اکتبر ۲۰۱۷    | ویلنیوس        | ۲۳       | لیتوانی    | ۱–۰   | مقدماتی جام جهانی ۲۰۱۸        |
| ۱۳    | ۲ ژوئن ۲۰۱۸     | لندن           | ۲۴       | نیجریه     | ۲–۱   | دوستانه                       |
| ۱۴    | ۱۸ ژوئن ۲۰۱۸    | ولگوگراد       | ۲۵       | تونس       | ۲–۱   | جام جهانی ۲۰۱۸ روسیه          |
| ۱۵    | ۱۸ ژوئن ۲۰۱۸    | ولگوگراد       | ۲۵       | تونس       | ۲–۱   | جام جهانی ۲۰۱۸ روسیه          |
| ۱۶    | ۲۴ ژوئن ۲۰۱۸    | نیژنی نووگورود | ۲۶       | پاناما     | ۶–۱   | جام جهانی ۲۰۱۸ روسیه          |
| ۱۷    | ۲۴ ژوئن ۲۰۱۸    | نیژنی نووگورود | ۲۶       | پاناما     | ۶–۱   | جام جهانی ۲۰۱۸ روسیه          |
| ۱۸    | ۲۴ ژوئن ۲۰۱۸    | نیژنی نووگورود | ۲۶       | پاناما     | ۶–۱   | جام جهانی ۲۰۱۸ روسیه          |
| ۱۹    | ۳ ژوئیه ۲۰۱۸    | مسکو           | ۲۷       | کلمبیا     | ۱–۱   | جام جهانی ۲۰۱۸ روسیه          |
| ۲۰    | ۱۸ نوامبر ۲۰۱۸  | لندن           | ۳۵       | کرواسی     | ۲–۱   | لیگ ملت‌های اروپا ۱۹–۲۰۱۸      |
| ۲۱    | ۲۲ مارس ۲۰۱۹    | لندن           | ۳۶       | چک         | ۵–۰   | مقدماتی جام ملت‌های اروپا ۲۰۲۰ |
| ۲۲    | ۲۵ مارس ۲۰۱۹    | پودگوریتسا     | ۳۷       | مونته‌نگرو  | ۵–۱   | مقدماتی جام ملت‌های اروپا ۲۰۲۰ |
| ۲۳    | ۷ سپتامبر ۲۰۱۹  | لندن           | ۴۰       | بلغارستان  | ۴–۰   | مقدماتی جام ملت‌های اروپا ۲۰۲۰ |
| ۲۴    | ۷ سپتامبر ۲۰۱۹  | لندن           | ۴۰       | بلغارستان  | ۴–۰   | مقدماتی جام ملت‌های اروپا ۲۰۲۰ |
| ۲۵    | ۷ سپتامبر ۲۰۱۹  | لندن           | ۴۰       | بلغارستان  | ۴–۰   | مقدماتی جام ملت‌های اروپا ۲۰۲۰ |
| ۲۶    | ۱۰ سپتامبر ۲۰۱۹ | ساوت‌همپتون     | ۴۱       | کوزوو      | ۵–۳   | مقدماتی جام ملت‌های اروپا ۲۰۲۰ |
| ۲۷    | ۱۱ اکتبر ۲۰۱۹   | پراگ           | ۴۲       | چک         | ۱–۲   | مقدماتی جام ملت‌های اروپا ۲۰۲۰ |
| ۲۸    | ۱۴ اکتبر ۲۰۱۹   | صوفیه          | ۴۳       | بلغارستان  | ۶–۰   | مقدماتی جام ملت‌های اروپا ۲۰۲۰ |
| ۲۹    | ۱۴ نوامبر ۲۰۱۹  | لندن           | ۴۴       | مونته‌نگرو  | ۷–۰   | مقدماتی جام ملت‌های اروپا ۲۰۲۰ |
| ۳۰    | ۱۴ نوامبر ۲۰۱۹  | لندن           | ۴۴       | بلغارستان  | ۷–۰   | مقدماتی جام ملت‌های اروپا ۲۰۲۰ |
| ۳۱    | ۱۴ نوامبر ۲۰۱۹  | لندن           | ۴۴       | بلغارستان  | ۷–۰   | مقدماتی جام ملت‌های اروپا ۲۰۲۰ |
| ۳۲    | ۱۷ نوامبر ۲۰۱۹  | پریشتینا       | ۴۵       | کوزوو      | ۴–۰   | مقدماتی جام ملت‌های اروپا ۲۰۲۰ |
| ۳۳    | ۲۸ مارس ۲۰۲۱    | تیرانا         | ۵۲       | آلبانی     | ۲–۰   | مقدماتی جام جهانی ۲۰۲۲        |
| ۳۴    | ۳۱ مارس ۲۰۲۱    | لندن           | ۵۳       | لهستان     | ۲–۱   | مقدماتی جام جهانی ۲۰۲۲        |
| ۳۵    | ۲۹ ژوئن ۲۰۲۱    | لندن           | ۵۸       | آلمان      | ۲–۰   | جام ملت‌های اروپا ۲۰۲۰         |
| ۳۶    | ۳ ژوئیه ۲۰۲۱    | رم             | ۵۹       | اوکراین    | ۴–۰   | جام ملت‌های اروپا ۲۰۲۰         |
| ۳۷    | ۳ ژوئیه ۲۰۲۱    | رم             | ۵۹       | اوکراین    | ۴–۰   | جام ملت‌های اروپا ۲۰۲۰         |
| ۳۸    | ۷ ژوئیه ۲۰۲۱    | لندن           | ۶۰       | دانمارک    | ۲–۱   | جام ملت‌های اروپا ۲۰۲۱         |
| ۳۹    | ۲ سپتامبر ۲۰۲۱  | بوداپست        | ۶۲       | مجارستان   | ۴–۰   | مقدماتی جام جهانی ۲۰۲۲        |
| ۴۰    | ۵ سپتامبر ۲۰۲۱  | لندن           | ۶۳       | آندورا     | ۴–۰   | مقدماتی جام جهانی ۲۰۲۲        |
| ۴۱    | ۸ سپتامبر ۲۰۲۱  | ورشو           | ۶۴       | لهستان     | ۱–۱   | مقدماتی جام جهانی ۲۰۲۲        |
| ۴۲    | ۱۲ نوامبر ۲۰۲۱  | لندن           | ۶۶       | آلبانی     | ۵–۰   | مقدماتی جام جهانی ۲۰۲۲        |
| ۴۳    | ۱۲ نوامبر ۲۰۲۱  | لندن           | ۶۶       | آلبانی     | ۵–۰   | مقدماتی جام جهانی ۲۰۲۲        |
| ۴۴    | ۱۲ نوامبر ۲۰۲۱  | لندن           | ۶۶       | آلبانی     | ۵–۰   | مقدماتی جام جهانی ۲۰۲۲        |
| ۴۵    | ۱۵ نوامبر ۲۰۲۱  | سرواله         | ۶۷       | سان مارینو | ۱۰–۰  | مقدماتی جام جهانی ۲۰۲۲        |
| ۴۶    | ۱۵ نوامبر ۲۰۲۱  | سرواله         | ۶۷       | سان مارینو | ۱۰–۰  | مقدماتی جام جهانی ۲۰۲۲        |
| ۴۷    | ۱۵ نوامبر ۲۰۲۱  | سرواله         | ۶۷       | سان مارینو | ۱۰–۰  | مقدماتی جام جهانی ۲۰۲۲        |
| ۴۸    | ۱۵ نوامبر ۲۰۲۱  | سرواله         | ۶۷       | سان مارینو | ۱۰–۰  | مقدماتی جام جهانی ۲۰۲۲        |
| ۴۹    | ۲۶ مارس ۲۰۲۲    | لندن           | ۶۸       | سوئیس      | ۲–۱   | دوستانه                       |
| ۵۰    | ۷ ژوئن ۲۰۲۲     | مونیخ          | ۷۱       | آلمان      | ۱–۱   | لیگ ملت‌های اروپا ۲۳–۲۰۲۲      |
| ۵۱    | ۲۶ سپتامبر ۲۰۲۲ | لندن           | ۷۵       | آلمان      | ۳–۳   | لیگ ملت‌های اروپا ۲۳–۲۰۲۲      |
| ۵۲    | ۴ دسامبر ۲۰۲۲   | الخور          | ۷۹       | سنگال      | ۳–۰   | جام جهانی ۲۰۲۲ قطر            |
| ۵۳    | ۱۰ دسامبر ۲۰۲۲  | الخور          | ۸۰       | فرانسه     | ۱–۲   | جام جهانی ۲۰۲۲ قطر            |
| ۵۴    | ۲۳ مارس ۲۰۲۳    | ناپل           | ۸۱       | ایتالیا    | ۲–۱   | مقدماتی جام ملت‌های اروپا ۲۰۲۴ |
| ۵۵    | ۲۶ مارس ۲۰۲۳    | لندن           | ۸۲       | اوکراین    | ۲–۰   | مقدماتی جام ملت‌های اروپا ۲۰۲۴ |
| ۵۶    | ۱۶ ژوئن ۲۰۲۳    | تالین          | ۸۳       | مالت       | ۴–۰   | مقدماتی جام ملت‌های اروپا ۲۰۲۴ |
| ۵۷    | ۱۹ ژوئن ۲۰۲۳    | منچستر         | ۸۴       | مقدونیه    | ۷–۰   | مقدماتی جام ملت‌های اروپا ۲۰۲۴ |
| ۵۸    | ۱۹ ژوئن ۲۰۲۳    | منچستر         | ۸۴       | مقدونیه    | ۷–۰   | مقدماتی جام ملت‌های اروپا ۲۰۲۴ |
| ۵۹    | ۱۲ سپتامبر ۲۰۲۳ | گلاسکو         | ۸۶       | اسکاتلند   | ۳–۱   | دوستانه                       |
| ۶۰    | ۱۷ اکتبر ۲۰۲۳   | لندن           | ۸۷       | ایتالیا    | ۳–۱   | مقدماتی جام ملت‌های اروپا ۲۰۲۴ |
| ۶۱    | ۱۷ اکتبر ۲۰۲۳   | لندن           | ۸۷       | ایتالیا    | ۳–۱   | مقدماتی جام ملت‌های اروپا ۲۰۲۴ |
| ۶۲    | ۱۷ نوامبر ۲۰۲۳  | لندن           | ۸۸       | مالت       | ۲–۰   | مقدماتی جام ملت‌های اروپا ۲۰۲۴ |